# سولم
سولم هي قرية فلسطينية تقع في مرج ابن عامرعلى سفوح جبال الدحي الجنوبية الغربية على ارتفاع 125 م عن سطح البحر.

## الموقع والسكان
تقع القرية في سهل مرج بني عامر، وقد بلغ عدد سكانها عشية النكبة 385 نسمة، يبلغ عدد سكانها اليوم 2700 نسمة، ومعظمهم عرب مسلمون ينتمون ل 409 عائلة. بلغت مساحة أراضي سولم قبل النكبة ما يقارب الـ 3600 دونم، أما اليوم فتبقى منها ما يقارب الـ 1800 دونم.
توجد في القرية أقدم بناية مدرسة في قضاء مرج ابن عامر حيث بدأ التعليم المنتظم في سنة 1890 في المنزول (الجامع)، وفي سنة 1918 بنيت أول مدرسة بناية من أربع غرف دراسية وكانت شاملة جميع منطقة مرج ابن عامر (سولم، الدحي، نين، الناعورة، الطيبة).
11% من مجمل الطلاب في رياض الأطفال (3-5 سنه 5 روضات)، و45% من مجمل التلاميذ في المرحلة الأبتدائية، و45% في الإعداداية، أما تلاميذ الثانوية فيدرسون خارج البلدة.

## التاريخ القديم
يعود تاريخ البلد لعهد الفراعنة بحسب تل العمارنة وكما ذكر في التوراة بان الفراعنة فرضوا ضريبة الجزية على أرض سولم (شونيم) بعد أن دمرت على ايدي ملكة نابلس (لبيئه) كما ذكرت سولم في الحروب التي جرت بين الملك شاؤول وملك اشور.
ثم اعيد عمار البلدة على ايدي العرب المسلمين في القرن الثاني عشر. سميت باسم سولم (شونبم) من الكناعنة ومعناها موضع الراحة وعرفت في العصور الأولى للمسيحية وذكرها الفرنجة باسمها الحالي سولم.
يتوسط البلدة عين بنيت تحت البلدة الحالية في شكل سرداب طويل تحت الأرض.
يوجد شمال شرقي البلدة تل القاض أساسات مدافن منقوره في الصخر.